# Армен Оганян
Арме́н Оганя́н (вірм. Արմեն Օհանյան, уроджена Софія Емануїлівна Пірбудагян, вірм. Սոֆյա Էմանուելի Փիրբուդաղյան; 1887, Шамахи, Російська імперія (нині Азербайджан) — 1976, Мехіко, Мексика) — вірменська танцюристка, акторка, письменниця (мемуаристка, перекладачка), літературознавиця. Засновниця першого перського театру європейського типу.

## Біографічні відомості
Навчалася в школі пластики в Москві, а також в студії Станіславського. Деякий час працювала в Малому театрі.
Перші кроки (під сценічним іменем Армен Тер-Оганян) зробила у вірменському театрі в Баку.
Переїхавши до Ірану, заснувала перший перський театр європейського типу. У 1910 році в Тегерані перською мовою була представлена комедія Миколи Гоголя «Ревізор» у постановці Оганян, у якій вона виконала роль Марії Антонівни. Тут вона вивчила східні танці і, починаючи з 1911 року до початку 1930-х, виступала в багатьох країнах світу як «перська танцюристка», вперше показуючи на професійній сцені екзотичні старовинні танці народів Сходу і античності. Використовуючи методи «вільного танцю» Айседори Дункан під музику вірменських, російських та інших композиторів, Оганян продемонструвала танцювальні номери «Саломея», «У храмі Анаїт», «Зрада», «Гашиш», «Великий хан Шамахи» та інші.
Виступала в Лондоні, Брюсселі, Мілані, Софії, Бухаресті, Каїрі, в деяких містах США.
Влаштувавшись у Парижі, Оганян цілковито присвятила себе літературі: видала автобіографічні книги французькою мовою. Перша з них — «Шамаханська танцівниця» з передмовою Анатоля Франса (1918), яка була перекладена англійською, німецькою, іспанською, шведською, фінською та іншими мовами. Оганян також видала книги «В пазурах цивілізації» (1921), «В одній шостій частині світу» (нотатки з її подорожі до СРСР, 1928), «Соліст його величності» (1929) і «Сміх спокусниці змій» (1931).
Оганян мала відносини з впливовими представниками тодішньої паризької еліти, серед яких були політичний діяч Моріс Баррес, художник Еміль Бернар (створив її портрет і написав про неї книгу «Перська танцівниця»), прозаїк Андре Жермен, письменниця Наталі Барні.
У 1927 році Оганян одружилася з мексиканським дипломатом Македоніо Гарза, пізніше вони влаштувалися в Мексиці. Оганян вступила до мексиканської комуністичної партії. Живучи у Мексиці, вона займалася перекладацькою діяльністю, зокрема перекладала книги з російської на іспанську, писала монографії іспанською про російську, радянську та мексиканську літератури.
У 1958 році Оганян разом з чоловіком відвідала СРСР, була також у Вірменії і частину свого архіву подарувала Єреванському музеєві літератури і мистецтва.
Померла у 1976 році у Мехіко.

## Особисте життя
Армен Оганян була бісексуальною. Вона мала стосунки з представниками обох статей, зокрема художником Емілем Бернаром та акторкою Наталі Барні.

## Вибрані книги, переклади
- Шамаханська танцівниця / La danseuse de Shamakha, Grasset, Paris, 1918. (фр.)
- В пазурах цивілізації / Dans les griffes de la civilisation, Grasset, Paris, 1921. (фр.)
- В одній шостій частині світу / Dans la sixième partie du monde (voyage en Russie), Grasset, Paris, 1928. (фр.)
- Соліст його величності / Le soliste de Sa Majesté, B. Grasset, Paris, 1929. (фр.)
- Сміх спокусниці змій / Les rires d'une charmeuse de serpents, Les Revues, Paris, 1931. (фр.)
- Лев Толстой: життя, час, робота / Leon Tolstoi (1828—1910). Su vida, su época, su obra, Editorial Cimientos, Madrid, 1934. (ісп.)
- Шлях Максима Горького / La ruta de Máximo Gorki es la nuestra, Editorial Cimientos, México, 1935. (ісп.)
- Марксистський аналіз іспанської літератури / Un análisis marxista de la literatura española, México, 1937. (ісп.)
- Селянські війни в Росії у творчості Толстого / Las guerras campesinas en Rusia y Tolstoi, Editorial Cimientos, México, 1939. (ісп.)
- Мексиканська класика: Руїс де Аларкон, Жанна Асбаже, Лізард / Clásicos mexicanos. Ruiz de Alarcón. Juana de Asbaje. Lizardi, Editorial Cimientos, México, 1939. (ісп.)
- Почуття романтизму в творах Олександра Пушкіна / El sentido clasista del romanticismo y Alejandro Pushkin, Editorial Popular, México, 1938. (ісп.)
- Щаслива Вірменія / Armenia feliz, Editorial Cimientos, México, 1946. (ісп.)
- Середньовічна іспанська і мексиканська літератури / Literatura española medieval y clásicos mexicanos, Editorial Cimientos, México, 1956. (ісп.)
- Культура Мексики / México en la cultura, Editorial Cimientos, México, 1967. (ісп.)
- Спогади про дореволюційний Кавказ і мої поневіряння по світу / Recuerdos del Cáucaso pre-revolucionario y de mis andanzas por el mundo, primer tomo, México, Editorial Cimientos, 1969. (ісп.)